# 太子町立竹内街道歴史資料館
太子町立竹内街道歴史資料館（たいしちょうりつたけのうちかいどうれきししりょうかん）は大阪府南河内郡太子町にある郷土資料館。

## 概要
日本最古の官道といわれる竹内街道および太子町の資料館として、街道近くに1993年（平成5年）3月3日に開館した。
竹内街道に関わる資料展示や解説映像のほか、太子町で出土した遺物や古文書などの展示により、街道とまちの歴史を紹介している。

## 主な展示物
- 第1展示室
  - 石の道 - 二上山周辺で産出されるサヌカイト（カンカン石）の石器等
  - 最古の官道・大道 – 難波津から小治田宮を結ぶ「最古の国道」の絵図等
  - 太子信仰の道 –聖徳太子や太子墓所の叡福寺（上の太子）の絵図等
  - 庶民の道 – 物流や西国三十三所･伊勢参りの街道の資料等
  - マジックビジョン –竹内街道の歴史の映像・模型（約15分）
- 第2展示室
  - 太子町の歴史資料 – 銅鐸や古墳の副葬品、古代寺院の瓦等
  - 竹内街道の道しるべ – 道標の拓本等
- その他毎年秋に企画展を開催

## 施設情報
- 開館時間
  - 開館時間: 9時30分
  - 閉館時間: 17時（入館受付時間: 16時30分）
- 休館日
  - 毎週月曜日（祝祭日の場合は翌日）
  - 年末年始（12月28日 - 1月4日）
- 入館料
  - 一般200円、高大生100円、小中学生50円
  - 20名以上で団体割引あり
- 無料駐車場5台。近傍に道の駅近つ飛鳥の里太子の無料駐車場24台あり[1]。

## 交通アクセス
- 電車でのアクセス
  - 近畿日本鉄道南大阪線 上ノ太子駅もしくは長野線喜志駅から金剛バス「太子町役場」バス停下車 徒歩約15分
- 車でのアクセス
  - 南阪奈有料道路 太子ICから南河内フルーツロード（広域農道）にてすぐ。
  - 国道166号 道の駅近つ飛鳥の里太子より徒歩3分